# Ali Baba (film, 1908)
 (juillet 2025).
Pour les articles homonymes, voir Ali Baba.
Pour plus de détails, voir Fiche technique et Distribution.
Ali Baba est un film muet français réalisé par Georges Denola, sorti en 1908.

## Fiche technique
- Titre : Ali Baba
- Réalisation : Georges Denola
- Scénario :
- Photographie : Segundo de Chomón
- Montage :
- Décors : Vincent Lorant-Heilbronn
- Société de production : Pathé frères
- Société de distribution : Pathé frères
- Pays d'origine :  France
- Langue : film muet avec les intertitres en français
- Métrage : 350 mètres, dont 222 en couleurs
- Format : Couleurs et Noir et blanc — 35 mm — 1,33:1 — Muet
- Genre : Drame
- Durée : 11 minutes 40
- Dates de sortie : 
  -  France : 15 avril 1908

## Distribution
- Germaine Reuver